# Thomas Lemuel James
Thomas James Lemuel (Utica, 29 de marzo de 1831 - Nueva York, 11 de septiembre de 1916) fue un periodista, político y banquero estadounidense. Se desempeñó como el Director General del Servicio Postal de los Estados Unidos en 1881.

## Primeros años
James nació en Utica, Nueva York hijo de William James y Jane Maria Price. Sus abuelos de ambos lados habían emigrado desde Gales en 1800. Tuvo muy poca educación formal, aunque estudió por un corto tiempo en la Academia Utica. A la edad de 15 años, James aprendió el oficio de la imprenta en la oficina de Utica "Liberty Press" con Westley Bailey, un destacado abolicionista de la época. El periódico de abolición impreso aquí se asoció más tarde con Francis B. Fisher en Hamilton, Nueva York para formar el periódico Whig Madison County Journal, que compró en 1851. Cuando el Partido Republicano realizó su primer escrutinio en 1856, el periódico se fusionó con el Reflector Demócrata bajo el nombre de Republicano Demócrata, lo que lideraría la oposición contra el Partido Know Nothing.
James se casó cuatro veces, primero con Emily Ida Freedburn en 1852, luego con E.R Borden, más tarde con Edith Colborne y en 1911 con Florence MacDonnell Gaffney.

## Carrera
Durante los siguientes diez años, continuaría en el campo del periodismo mientras también se desempeñaba como cobrador de peajes del canal en Hamilton desde 1854 hasta 1855. En 1861 fue nombrado inspector de aduanas en Nueva York y tres años más tarde fue ascendido a pesador. En 1863 recibió el título honorífico de maestría en artes del Hamilton College. Más tarde, James recibió un Legum Doctor del Madison College (ahora Universidad Colgate), el Colegio de San Francisco Javier en la ciudad de Nueva York, y la Universidad de San Juan, también en la ciudad de Nueva York.
James fue designado para el cargo de recaudador adjunto en 1870 y se puso a cargo de la división de almacenes y depósitos aduaneros del puerto. James tuvo mucho éxito en el nuevo cargo, organizando los registros de la división, que había estado en confusión, en solo un mes, y actualizando el trabajo, que había estado atrasado hasta tres años, en solo seis meses. Posteriormente, fue nombrado por Chester A. Arthur, entonces Recaudador del Puerto de Nueva York, para ser miembro de la junta de servicio civil de las oficinas del recaudador y agrimensor y nombrado su presidente. Se convirtió en uno de los primeros funcionarios públicos en abogar por la reforma del servicio civil al nombrar puestos sobre la base del examen y el mérito.
James instó al presidente Ulysses S. Grant que le permitiera suceder a Alonzo B. Cornell como agrimensor del puerto. Grant, en cambio, lo hizo mejor y lo nombró Director de Correos de la ciudad de Nueva York el 17 de marzo de 1873, y cuatro años más tarde fue reelegido por el presidente Hayes. James instituyó varias reformas durante su mandato, incluido el aumento de la eficiencia de la mano de obra postal y la mejora de las instalaciones postales siempre que fuera posible. Una vez que el general Arthur renunció, a James se le ofreció el puesto, pero lo rechazó porque no creía que fuera correcto reemplazar a su superior. Sin embargo, David M. Key dimitió como Director General de Correos en 1880, y Hayes le ofreció ese puesto a James. Después de consultar con sus amigos, también lo rechazó. Se le pidió que fuera el candidato republicano a la alcaldía de Nueva York el mismo año, pero también lo rechazó.

### Director General del Servicio Postal
El 5 de marzo de 1881, el presidente James Garfield anunció su nuevo gabinete, que incluía a James como Director General de Correos. Tras dejar su puesto anterior como director de correos de Nueva York (que sería reemplazado por su yerno), asumió el cargo dos días después. En solo diez meses promulgó reformas duraderas. Cuando asumió el cargo por primera vez, encontró un déficit anual de $2 millones, con cantidades variables con pocas excepciones que se remontan a 1851. Inmediatamente inició una política de reforma, haciendo reducciones en el servicio estrella por $1.713.541, y en el servicio de vapores ahorrando más de $300.000, saldando así la deuda. Además, cooperó con el Departamento de Justicia para llevar a cabo una investigación exhaustiva de los abusos y fraudes dentro de su departamento. El resultado final de esto fueron las famosas pruebas de rutas Star. Al entregar su informe anual al Congreso, declaró que sus reformas permitirían una reducción de dos o tres centavos en el envío postal, que se promulgó poco después. También estableció una convención de giros postales con Jamaica y las colonias australianas. Sin embargo, poco después del asesinato de Garfield y Arthur convirtiéndose en presidente, todo el gabinete se habría barajado, y James decidió dimitir en diciembre del mismo año y se retiró de la política por completo.

## Vida posterior
Más tarde se convirtió en presidente del Lincoln National Bank en 1882, así como de la Lincoln Safe-Deposit Company de Nueva York, y sirvió en su junta directiva hasta su fallecimiento. James se mudó a Tenafly, Nueva Jersey en 1885. En 1896 volvió a ingresar a la política, ocupando el cargo de alcalde de Tenafly. Falleció en Nueva York y está enterrado en la Iglesia del Descanso Celestial en Manhattan.